# Некоторым нравится похолоднее
«Некоторым нравится похолоднее» — французская кинокомедия с Жаном Ришаром а также с Хабиб Бенглией и Луи де Фюнесом в главных ролях.

## Сюжет
Потомки богатого маркиза де Вальморена, умершего в 1759 году, собираются вместе, чтобы заслушать его завещание, которое покойный приказал вскрыть только через двести лет после его смерти, в 1959 году. И тут потенциальных наследников ждёт удар, ведь по завещанию всё наследство получит тот из них, кто докажет, что он неизлечимо болен...

## В ролях
- Луи де Фюнес - Анже Галопин
- Пьер Дюдан - Пьер Вальморен
- Франсис Бланш - Вильям Форстер Вальморен
- Жан Ришар - Жером Вальморен
- Роберт Мануэль - Луиджи Вальморен
- Хабиб Бенглия - Ганнибал Вальморен
- Матильда Казадесус - Матильда Руйе-Вальморен
- Мирей Перри - Маман
- Карина Янсен - Дениза